# It's My Life (álbum)
It's My Life (en español: Es mi vida) es el segundo álbum de estudio de la banda inglesa Talk Talk, publicado en febrero de 1984 a través de EMI Records. A diferencia de su álbum debut y sus canciones arraigados en el movimiento new romantic como Duran Duran, su segundo material fue producido por Tim Friese-Greene, introduciendo una variedad de texturas y atmósferas para resaltar las letras más melancólicas y maduras.
Apoyado por los sencillos «It's My Life» y «Such a Shame», sus respectivos vídeos musicales fueron constante en la rotativa de MTV, masificando su popularidad al extranjero. En particular, el sencillo homónimo recibió una mayor exposición en las listas musicales de Estados Unidos, mientras que en el Reino Unido no pudo superar el top 40.

## Concepto
Luego de la grabación de su álbum debut, el tecladista y miembro fundador Simon Brenner decidió dejar la banda, todo de manera silenciosa en 1983. Esto influyó en la inclusión de invitados en el álbum, como el guitarrista Robbie McIntosh de The Pretenders, Phil Ramacon en piano y Ian Curnow en teclados, mientras que el productor designado Tim Friese-Greene se volvió una pieza angular para la banda, aportando en la composición y el sonido de sus canciones.
Luego de un año alejados del ojo público, los miembros expresaban en una entrevista a Melody Maker estar más preocupados de su música que de su imagen. Afirmando su rol como una banda difícil de promocionar, Mark Hollis expresaba que aun así ellos trabajaban dentro de las estructuras convencionales de composición, a pesar de sus variadas influencias. Aclarando la percepción errónea por parte de la prensa, Hollis nota que su música hablaba de «alma» y no «miseria», citando a la canción «Dum Dum Girl» por tener un contenido lírico anti-prostitución.
Musicalmente, Hollis hacía denotar su desdén por los sintetizadores, comentando que el uso de artilugios como Roland Jupiter-8 fue debido a las limitaciones de presupuesto. En una entrevista de 1984, Hollis comentaba: “en los arreglos, nos guiamos por compositores como Debussy; si no existieran [los sintetizadores], estaría encantado”. Para las funciones en vivo, fueron reclutados músicos de apoyo, en particular necesitaban dos teclados: uno para piano y otro para sintetizador.

## Lista de canciones
| N.º   | Título                  | Escritor(es)                    | Duración |  |
| 1.    | «Dum Dum Girl»          | Tim Friese-Greene · Mark Hollis | 3:51     |  |
| 2.    | «Such a Shame»          | Hollis                          | 5:42     |  |
| 3.    | «Renée»                 | Hollis                          | 6:22     |  |
| 4.    | «It's My Life»          | Friese-Greene · Hollis          | 3:50     |  |
| 5.    | «Tomorrow Started»      | Hollis                          | 5:57     |  |
| 6.    | «The Last Time»         | Ian Curnow · Hollis             | 4:23     |  |
| 7.    | «Call in the Night Boy» | Simon Brenner · Hollis          | 3:47     |  |
| 8.    | «Does Caroline Know?»   | Hollis                          | 4:40     |  |
| 9.    | «It's You»              | Hollis                          | 4:41     |  |
| 43:16 |                         |                                 |          |  |

## Personal
Talk Talk
- Mark Hollis – voz principal y coros, guitarra acústica.
- Paul Webb – bajo fretless y coros.
- Lee Harris – batería electrónica.

Producción
- Tim Friese-Greene – Productor, sintetizadores y sampler.
- Ian Curnow – sintetizadores y sampler.
- Walter Samuel – Mezcla en «Call in the Night Boy».
- Phil Ramocon – piano.
- Robbie McIntosh – guitarras.
- Morris Pert – percusiones.
- Henry Lowther – trompeta en «Renée» y «Tomorrow Started».
- Phil Spalding – bajo en «The Last Time» (no acreditado).[1]

## Posicionamiento en listas
| Listas (1984)                  | Mejor posición |
| ------------------------------ | -------------- |
| Alemania (Offizielle Top 100)  | 4              |
| Estados Unidos (Billboard 200) | 42             |
| Nueva Zelanda (RMNZ)           | 27             |
| Países Bajos (Album Top 100)   | 3              |
| Reino Unido (UK Albums)        | 35             |
| Suecia (Sverigetopplistan)     | 49             |
| Suiza (Schweizer Hitparade)    | 2              |

| Listas (2019-20)              | Mejor posición |
| ----------------------------- | -------------- |
| Bélgica (Ultratop Wallonia)   | 140            |
| Escocia (Scottish Albums)     | 47             |
| Reino Unido (Albums Sales)    | 49             |
| Reino Unido (Physical Albums) | 45             |
| Reino Unido (Record Store)    | 24             |
| Reino Unido (Vinyl Albums)    | 18             |

| Listas (1984)                 | Posición |
| ----------------------------- | -------- |
| Alemania (Offizielle Top 100) | 18       |
| Países Bajos (Album Top 100)  | 10       |
| Suiza (Schweizer Hitparade)   | 22       |

| Listas (1985)                 | Posición |
| ----------------------------- | -------- |
| Alemania (Offizielle Top 100) | 70       |
| Países Bajos (Album Top 100)  | 74       |

## Certificaciones
| País (Certificador) | Certificación | Ventas certificadas |
| --- | ------------- | ------------------- |
| Alemania (BVMI) | Oro           | 250 000^            |
| Francia (SNEP) | Oro           | 100 000^            |
| Países Bajos (NVPI) | Platino       | 100 000^            |
| ^cifras de envíos basadas únicamente en la certificación xcifras no especificadas basadas únicamente en la certificación |               |                     |